# Ivanhoe (Minnesota)
 For alternative betydninger, se Ivanhoe (flertydig). (Se også artikler, som begynder med Ivanhoe)
Ivanhoe er en amerikansk by og administrativt centrum i det amerikanske county Lincoln County i staten Minnesota. I 2000 havde byen et indbyggertal på 679.

## Ekstern henvisninger
- Wikimedia Commons har flere filer relateret til Ivanhoe (Minnesota)
- Officiel hjemmeside

44°28′00″N 96°15′00″V / 44.466666666667°N 96.25°V